# Sofonisba Anguissola
Sofonisba Anguissola, născută în 1532 la Cremona în Lombardia, decedată în 1625 la Palermo în Sicilia, a fost o pictoriță italiană care a pictat în stilul manierist, fiind activă la sfârșitul secolului XVI și începutul secolului XVII. A avut cinci surori, toate pictorițe, ea fiind cea mai cunoscută. A fost eleva pictorului Bernardino Campi.

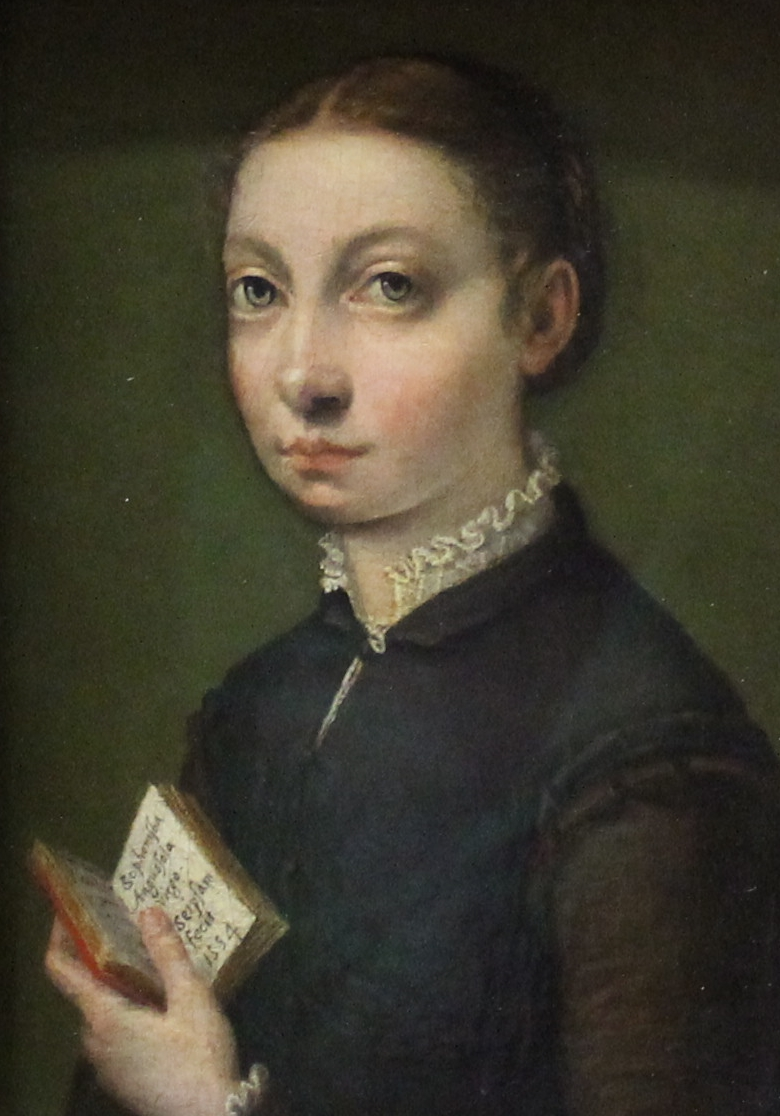
Sofonisba Anguissola, autoportret, 1554

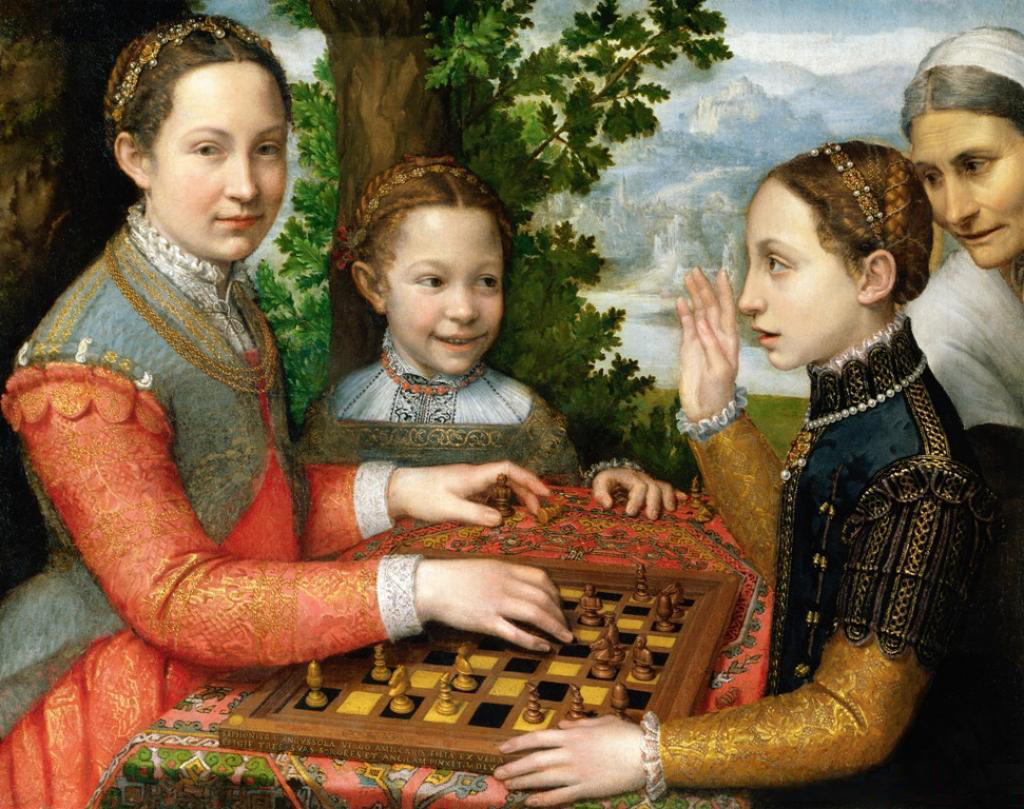
Partida de șah, 1555

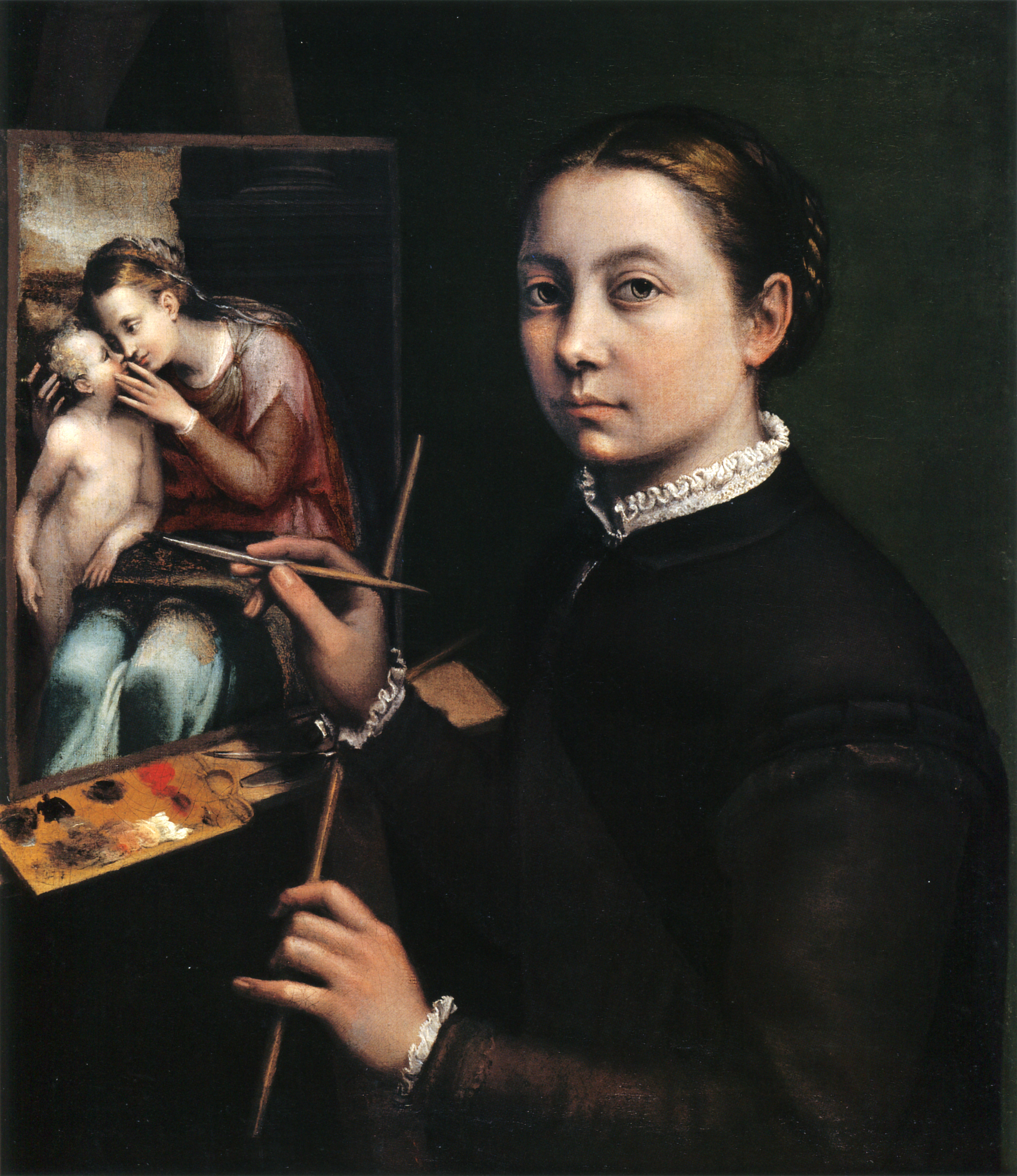
Autoportret, 1556–1557

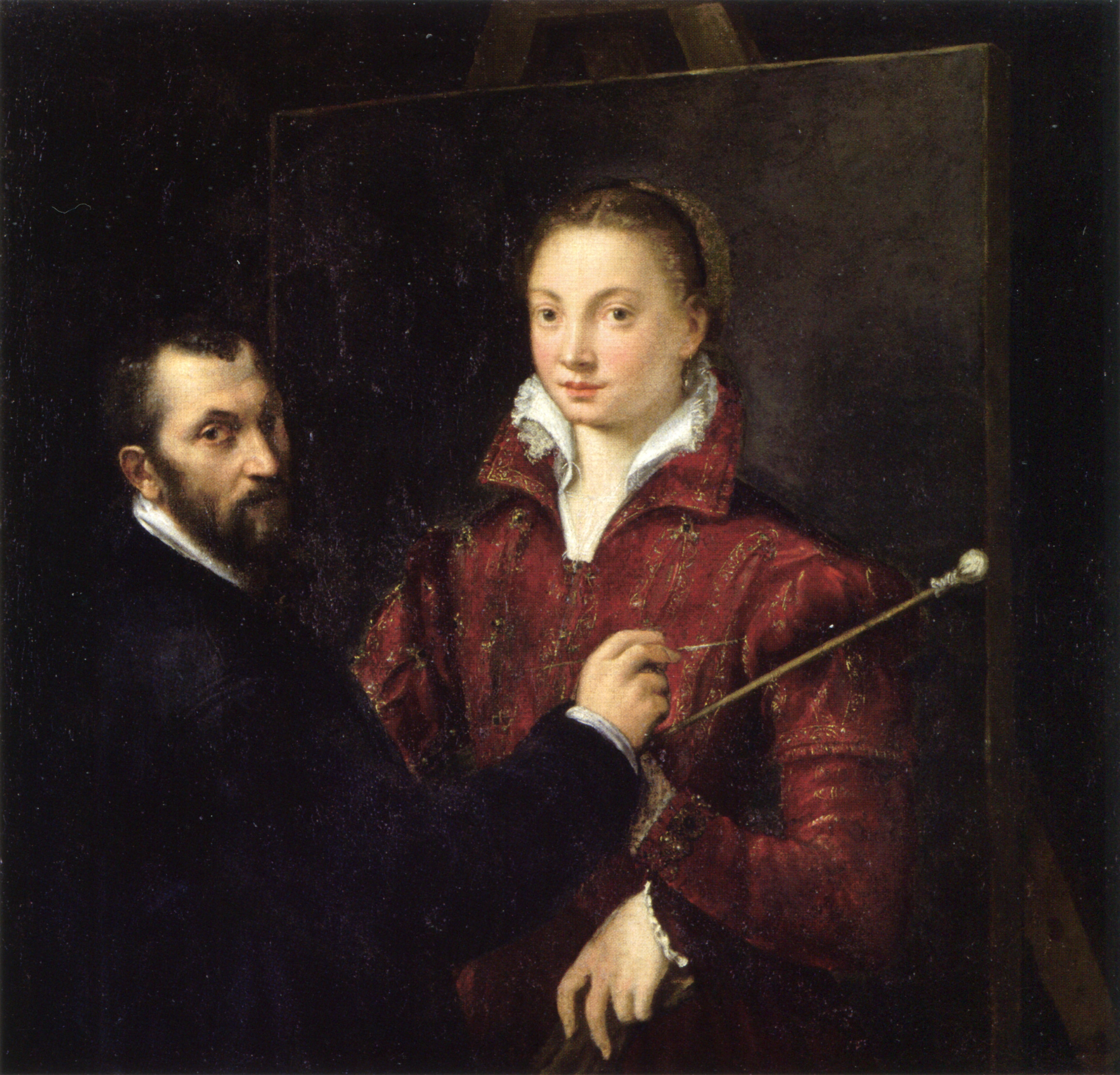
Bernardino Campi pictând-o pe Sofonisba Anguissola, 1550

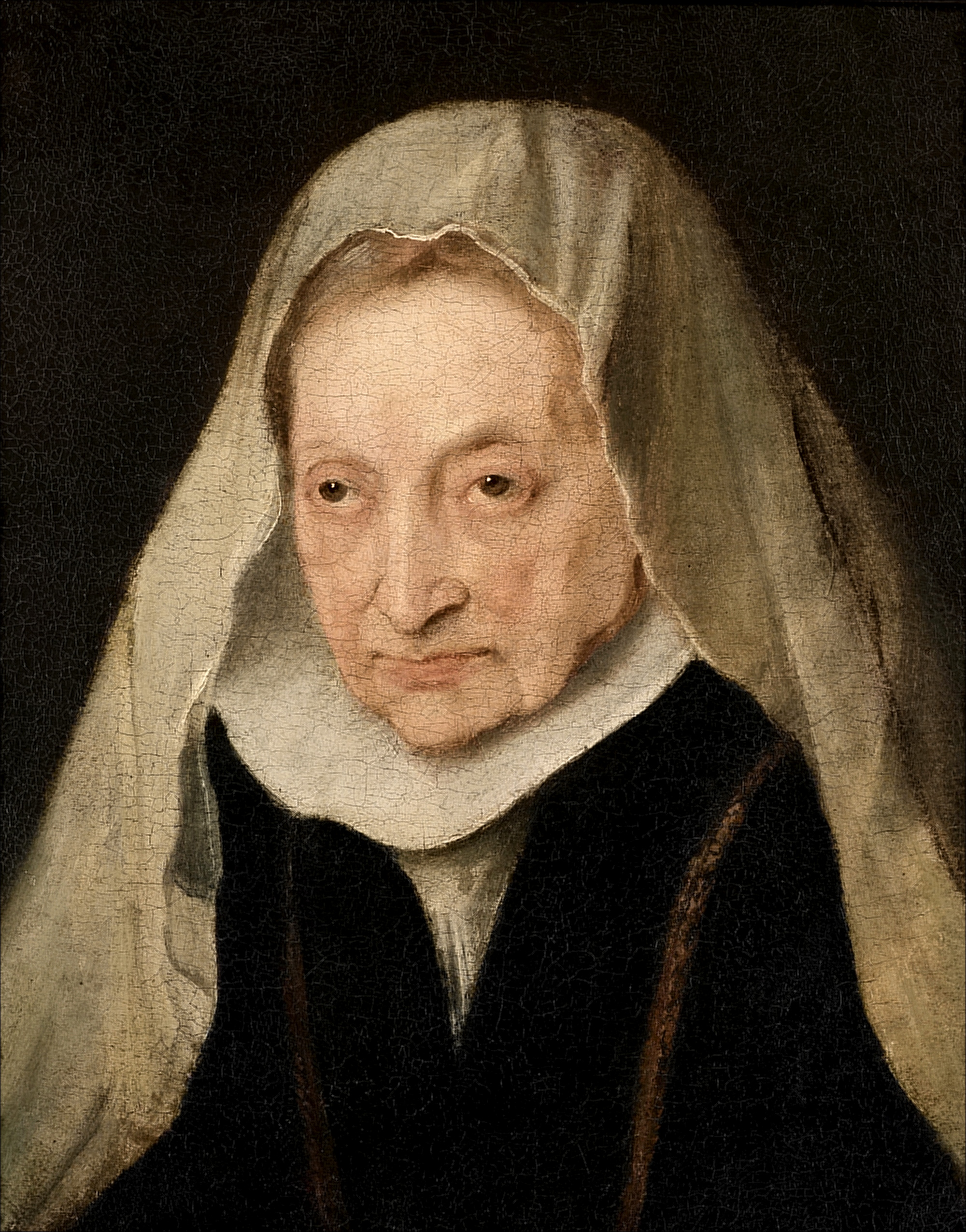
Artista la vârsta de 92 de ani, portret de Antoon van Dyck